# Oppidum du Poulailler
L'oppidum du Poulailler est un oppidum situé sur le territoire de la commune de Landéan, dans le département d'Ille-et-Vilaine, en France.

## Localisation
L'oppidum est situé dans la forêt de Fougères, au-dessus du Nançon.

## Historique
L'oppidum date de l'âge du fer.
L'édifice est classé au titre des monuments historiques en 1970.